# Johannes Regis
Pour les articles homonymes, voir Regis.
Johannes Regis (ou Jehan Le Roy ou Leroy) (c.1425 - c.1496) est un compositeur franco-flamand de la fin du Moyen Âge et du début de la Renaissance.

## Biographie
En 1451, il est nommé maître de chœur (on dira maître de chapelle au XIXe siècle) de l'église collégiale Saint-Vincent à Soignies, (Belgique) près de Cambrai qui est alors un centre musical très vivant, où travaillent et se forment des compositeurs célèbres comme Gilles Binchois. Les premières compositions de Regis sont conservées dans les livres de chœur de la cathédrale de Cambrai qui datent de 1462 et 1465. Johannes Regis a passé la majeure partie de sa vie à Soignies comme maistre des enfants du chœur, à l'église collégiale. En 1462, il est nommé écolâtre (écollastre) par le chapitre alors qu'il venait de refuser l'invitation de Dufay à occuper le poste de magister puerorum (maître des enfants) à Cambrai.
Entre 1464 et 1474, il travaille auprès de Guillaume Dufay comme secrétaire. Le théoricien Johannes Tinctoris le cite comme un des compositeurs les plus remarquables de son époque, ce qui indique l'étendue de sa notoriété.   
Il disparaît des registres en 1496, date à laquelle son poste est déclaré vacant et supprimé.

## Œuvre
Deux messes, sept motets et deux chansons profanes en forme de rondeau nous sont parvenus; les autres compositions mentionnées par Tinctoris et d'autres auteurs ont disparu, notamment une Missa L'Homme armé qui date des années 1450. C'est après celle de Dufay une des premières messes à employer cette mélodie populaire. Il a également composé une autre messe sur cette même mélodie, la Dum sacrum mysterium/Missa l'homme armé qui existe toujours; c'est un tour de force contrapuntique qui emploie jusqu'à trois mélodies connues simultanément sur quatre voix. Regis est un des compositeurs à avoir composé plusieurs messes sur la mélodie de l'Homme armé. C'est également un des premiers compositeurs à avoir écrit pour cinq voix, ce qui deviendra le modèle classique de la génération suivante de compositeurs, par exemple chez Josquin des Prés. Ses motets à cinq voix ont servi de modèle aux musiciens qui l'ont suivi, les Loyset Compère, Gaspar van Weerbeke, Josquin et Jacob Obrecht.

## Sources
- (en) Sean Gallagher, Johannes Regis, Grove Music Online ed. L. Macy
- (en) David Fallows, L'Homme armé, Grove Music Online ed. L. Macy
- (en) Keith E. Mixter, Johannes Regis, The New Grove Dictionary of Music and Musicians, éd. Stanley Sadie.  20 vol.  Londres, Macmillan Publishers Ltd., 1980  (ISBN 1-56159-174-2)
- (en) Gustave Reese, Music in the Renaissance (Musique à la Renaissance).  New York, W.W. Norton & Co., 1954  (ISBN 0-393-09530-4)
- Johannes Regis, Opera Omnia (éd. C.W.H. Lindenburg, [Rome] : American Institute of Musicology, 1956)